# Miles Away (Madonna)
Miles Away è un brano della cantautrice statunitense Madonna. È il terzo singolo estratto dall'album Hard Candy.

## Il brano
Il brano, il cui titolo significa "a miglia di distanza", è stato scritto e prodotto da Madonna, Timbaland, Justin Timberlake e Danja.
La musica per Miles Away è stata scritta prima del testo che invece è stato composto dopo che Madonna ha ascoltato la melodia. Madonna ha dichiarato che la canzone è stata ispirata dall'ex marito Guy Ritchie: il testo, infatti, racconta di una storia d'amore a distanza (il ritornello recita: "Tu mi ami sempre di più a miglia di distanza").
(Madonna)

## Il singolo
Il singolo è stato lanciato nelle radio americane il 29 settembre 2008, il 30 settembre in quelle canadesi e i primi di ottobre nelle radio europee (il 12 ottobre in Italia). Il cd promozionale per le radio contiene una sola traccia, la versione "radio edit" del brano.
Alla fine di novembre è uscito il singolo su cd 2 tracce, Maxi CD 4 tracce, Maxi CD 7 tracce e Digital Maxi (versione in esclusiva per il download digitale di iTunes).
La copertina del cd raffigura una simulazione dell'incarto di un pacco con sopra vari timbri postali delle città europee che hanno ospitato lo Sticky & Sweet Tour. Tra queste compare anche Roma con il timbro "Rome Olympic Stadium, 6 sept. 08, Italy".
Il video è stato realizzato con materiale girato dal vivo durante lo Sticky & Sweet Tour ed è stato pubblicato esclusivamente per il web.

### Tracce

#### CD Promozionale
1. Miles Away (Radio edit) ([6]) – 3:43

#### CD 2 Tracce Internazionale
1. Miles Away (Album Version) – 4:48
2. Miles Away (Thin White Duke Remix) ([7]) – 6:10

#### CD Maxi-Singolo 4 Tracce / Digital Maxi-Single / Maxi-Singolo Vinile
1. Miles Away (Album Version) – 4:48
2. Miles Away (Thin White Duke Remix) – 6:10
3. Miles Away (Rebirth Remix) – 7:27
4. Miles Away (Johnny Vicious Club) ([8]) – 7:23

#### EU/US Maxi CD Singolo 7 Tracce
1. Miles Away (Radio Edit) – 3:43
2. Miles Away (Thin White Duke Remix) – 6:09
3. Miles Away (Morgan Page Remix) – 7:07
4. Miles Away (Johnny Vicious Club Mix) – 7:22
5. Miles Away (Johnny Vicious Warehouse Mix) – 8:18
6. Miles Away (Rebirth Remix) – 7:24
7. Miles Away (Aaron LaCrate & Samir B-More Gutter Mix) ([9]) – 4:57

## Remix ufficiali
1. Miles Away (Album Version) – 4:49
2. Miles Away (Aaron LaCrate & Samir B-More Gutter Edit) – 3:28
3. Miles Away (Aaron LaCrate & Samir B-More Gutter Remix) – 4:57
4. Miles Away (Johnny Vicious Club Mix) – 7:23
5. Miles Away (Johnny Vicious Edit) – 4:38
6. Miles Away (Johnny Vicious Warehouse Mix) – 8:21
7. Miles Away (Morgan Page Dub) – 7:12
8. Miles Away (Morgan Page Edit) – 3:51
9. Miles Away (Morgan Page Remix) – 7:08
10. Miles Away (Radio Edit A Cappella) – 3:27
11. Miles Away (Radio Edit Instrumental) – 3:45
12. Miles Away (Radio Edit TV) – 3:45
13. Miles Away (Radio Edit) – 3:45
14. Miles Away (Rebirth Edit) – 4:01
15. Miles Away (Rebirth Remix) – 7:25
16. Miles Away (Thin White Duke Edit) – 4:34
17. Miles Away (Thin White Duke Remix) – 6:11

## Successo commerciale
Il singolo ha ottenuto buoni piazzamenti nelle classifiche europee conquistando la prima posizione in Spagna e entrando in top ten in Romania, Russia, Turchia, Ucraina e Paesi Bassi
In Asia il successo è stato maggiore soprattutto in Giappone dove divenne il singolo di un artista straniero più venduto del 2008 aggiudicandosi due dischi di platino per le 500 000 copie vendute.

## Classifiche
| Classifica (2008) | Posizione più alta |
| ----------------- | ------------------ |
| Austria           | 21                 |
| Belgio (Fiandre)  | 31                 |
| Belgio (Wallonia) | 39                 |
| Brasile           | 12                 |
| Canada            | 23                 |
| Cile              | 45                 |
| Danimarca         | 39                 |
| Finlandia         | 11                 |
| Francia           | 54                 |
| Germania          | 11                 |
| Giappone          | 7                  |
| Italia            | 35                 |
| Paesi Bassi       | 9                  |
| Regno Unito       | 39                 |
| Romania           | 9                  |
| Russia            | 8                  |
| Spagna            | 1                  |
| Svezia            | 25                 |
| Svizzera          | 32                 |
| Turchia           | 4                  |
| Ucraina           | 9                  |